# 哈茨方案
哈茨方案（德語：Hartz-Konzept）是德国政府於2002-2005年逐步推行的，针对失业人口調整救济內容、培训和促进再就业的社会改革方案。源于2002年2月施洛德政府鑑於經濟蕭條、大量失業、德國社會福利體系負擔沉重，因此決心改造整個社會和就業體制，组成一个專案小組，主席是社會民主黨黨員，同時是福斯汽車的董事Peter Hartz，因此这一改革方案也被稱為「哈茨方案」。
2002年8月，「哈茨小組」提出研究成果，被稱為「哈茨提議」。从2003年1月实施Hartz I方案，到2005年1月年推出Hartz IV方案，其間與之後迄今並不斷修改。「哈茨方案」同時也是德國2003年起一套更大的社會改革架構－－《議程2010》－－的核心內容。
Peter Hartz本人在2005年，因為擔任福斯汽車董事的期間涉嫌背信罪而被起訴，案由是他連續10年用鉅額收買公司工會的主席Klaus Volkert及其情人，賄賂金額總計260萬歐元。2007年1月，經過認罪協商之後，被判處2年有期徒刑、緩刑，併科罰金57萬6千歐元。背信、資方代表、白領犯罪的罵名，從此也在德國社會爭辯「哈茨方案」以及《議程2010》時經常被提出來做為哈茨方案不可信、會殘害勞工階級的論點。
2010年2月9日，德国联邦宪法法院判決哈茨4号方案部分违宪，並要求聯邦議會在2010年結束前修法改善。2月16日德国议会就这一问题展开激烈讨论，场面十分激烈，并出现了罕见的人身攻击语言。

## Hartz I
2003年1月1日生效。
- 鼓勵在職進修，給與進修期間的津貼，以及發給可以抵進修費用的補助券。
- 活化就業市場的工作型態：擴大勞動派遣（德語：Leiharbeit）的適用範圍，使其不適用（由工會主導談判得出的）正職員工待遇，尤其工資、工時等。
- 接續上一點，甚至在聯邦勞動署（德语：Bundesanstalt für Arbeit）之下成立人力服務處（德语：Personal-Service-Agentur），也就是政府的勞動派遣部門，主要業務是透過行政契約，在補助企業向政府借雇派遣人力的同時，科予企業改善被派遣人處境之義務，以輔導失業者先取得工作，能部分靠自己能力生活，再逐步邁向正職。既有的民間勞動派遣業者也可以向PSA申請同樣的補助方案。[4]不過PSA成效不彰：借雇方大多未遵照約定，將派遣人力轉正職。甚且許多派遣業者和企業濫用補貼制度，9個被派遣者中只有一個是真的被派去工作，其他是人頭掛名讓業者領補助金。另一種濫用法，例如Maatwerk公司：在月底才借雇，取得一整個月的補助，次月初又將這些人解雇，仍能取得次月一整個月的補助；也就是大概雇用不到10天，就可以領兩個月的補助。所以才三年，2006年就不再強制各行政區設立PSA，而各行政區出於預算考量，便漸漸停止此一業務，至今已無。

## Hartz II
2003年1月1日生效。
兩項主要政策：
- 一人公司（德語：Ich-AGs）的鼓勵和補貼
- 迷你工作（德語：Minijob）提高金額上限、擴大適用範圍到家庭幫傭、提高社會保險費率的雇主負擔。

## Hartz III
2004年1月1日生效。
- 改造聯邦勞動署，提高處理失業補助和就業仲介的效能，並改名為聯邦勞動局（德语：Bundesagentur für Arbeit）。

## Hartz IV
2005年1月1日生效。
- 主要內容是將原先給失業者的失業救助金（德语：Arbeitslosenhilfe）與給窮困不能維持生活者（尤其街友）的社會救助金（德語：Sozialhilfe）合併為同樣給付水準的基本安全津貼（德语：Grundsicherung），在基本安全津貼的名稱下再把前者稱為失業金二（德语：Arbeitslosengeld II），把後者繼續稱為社會救助金。
- 改革後，失業金一（德語：Arbeitslosengeld I）定位仍為勞保給付，工作期間有繳失業保險的人，失業後才能領。所謂失業，不像中華民國（台灣）以「非自願失業」為要件[5]，而是只要失去工作，不管自願或被開除，都是「保險事故發生」，都可以領取。其金額為上一份工作月薪的60%（有未成年子女者67％），其經費來自廣大受薪人繳納的失業保險費。
- 失業金二（德語：Arbeitslosengeld II），是合併之前的失業救助金與社會救助金，定位為社會福利（也稱社會安全、社會安定、社會保障），是屬於救窮措施；德國媒體與大眾慣稱的「哈茨四」，僅指失業金二。失業金二的經費來自國庫，其金額以「補貼到可以度日」為標準，目前（2013年）的標準為：計入受領人的各種常態收入之後，最多382歐元/月，最少224歐元/月，金額共分六級。[6]因為每個人被政府認定的「常態收入」不一樣，所以每個人能領到的金額不一。
- 領取「哈茨四」（失業金二）的人有接受「合理可期」（德語：zumutbar）工作要約之義務，也有接受工作中心（德語：Jobcenter）所安排職訓之義務，無正當理由拒絕者會被處罰，即減少「哈茨四」救濟金。第一次拒絕者，減少30%；第二次減少60%，第三次拒絕者，全部取消，只剩下住房補貼。
- 對於「哈茨四」核定金額或對處罰不服者，可以以Jobcenter為被告，向社會法院提起訴訟。社會法院到了2013年初，儘管法官數已經比2005年初多了一倍，堆積如山的「哈茨四訴訟案」未結案件仍超過20萬件。
- 雖然如此以懲罰相逼，根據聯邦勞動局（德語：Bundesagentur für Arbeit）2013年初的統計，自2005年此法案實施以來，每年都有400-500萬人領取「哈茨四」，其中有108萬人從那時到現在都還在領取每月兩三百歐元的生活費，也就是長期失業難以就業。[7][8]
- 2012年，Jobcenter共處罰了104萬名「哈茨四」救濟金領取人。其中13%是因為拒絕接受工作或職訓，60%是因為沒有定期向Jobcenter報到。[9]

## 大事紀
| 2002年2月22日  | 聯邦政府委託民間人士 Peter Hartz領銜的「Hartz專案小組」研擬起草法案。 |
| 2002年8月16日  | Hartz專案小組公開發表其研究結果（所謂的「Hartz提議」，德語：。） |
| 2002年8月22日  | 聯邦政府決定執行此方案，正式名稱為「勞動市場的現代化服務法案」（德語：Die Gesetze für Moderne Dienstleistungen am Arbeitsmarkt），並訂出四個執行階段。 |
| 2002年12月23日 | 「勞動市場的現代化服務第一法案」（哈茨一，Hartz I）在國會通過； 定為2003年1月1日生效，部分條文較晚生效。 |
| 2002年12月23日 | 「勞動市場的現代化服務第二法案」（哈茨二，Hartz II）在國會通過； 定為2003年1月1日生效，部分條文較晚生效。 |
| 2003年12月23日 | 「勞動市場的現代化服務第三法案」（哈茨三，Hartz III）在國會通過； 定為2004年1月1日生效，部分條文較晚生效。 |
| 2003年12月24日 | 「勞動市場的現代化服務第四法案」（哈茨四，Hartz IV）在國會通過； 定為2005年1月1日生效，部分條文較晚生效。 |
| 2005年11月22日 | 歐洲法院（EuGH）的「Mangold判決」宣告「哈茨一」裡面關於52歲以上勞工的解僱保護被鬆綁的部分，違反歐盟條約禁止歧視（因年齡）的規定。 |
| 2007年12月20日 | 德國聯邦憲法法院（BVerfG）判決：「哈茨四」裡面將「就業中心」設為由聯邦和地方行政區共同組織、經營，違反憲法上關於中央／地方分權的設計，違憲。並命3年內修法改善。 |
| 2009年1月27日  | 德國聯邦社會法院（BSG）判決：「哈茨四」裡面關於與需救助之成人同住的未滿14歲少年，計算「定期補助」（德語：Regelleistung）的公式算出來金額普遍太低，有違憲之虞，而向德國聯邦憲法法院聲請釋憲。 |
| 2010年2月9日   | 回應聯邦社會法院的憲法上訴，德國聯邦憲法法院（BVerfG）判決：「哈茨四」計算「定期補助」（德語：Regelleistung）的公式算出來金額普遍太低，無法保障生存最低需求（德語：Existenzminimum）。所謂生存最低需求，除了生理存活之外，尚包括社會生活、文化生活、政治生活的最低參與機會；這是由德國基本法第1條「人性尊嚴」和第20條「社會國原則」所導出的獨立基本權，國家應配合時代改變，修改補助的內容，滿足這個人類生存的最低需求。 國會必須在2010年底之前修法。 |

## 十週年評價
南德日報2013年3月9日細數《哈茨方案》十年來的成敗：
- Hartz I的勞動派遣制度：PSA（政府的人力派遣部門）成效不章，很快在2006年不再補助。 但《議程2010》放寬勞動派遣的下場，派遣勞工從2003年的32萬人（大概20年期間的發展），急速上升到2011年的90萬人。雖然乍看之下是多了60萬的就業人口，但這之間資方大砍正職（穩定、有保障）然後用派遣代替，以及根據調查，90萬裡的一半以上是因為第一份正職收入太低（這10年之間平均薪資下降），只好接受派遣賺外快。所以是好是壞還很難說。
- Hartz II的一人公司制度：政府給予補貼，鼓勵失業者自行創業的一人小公司。但成效不彰，因為濫設嚴重，2003年到2004年就有28萬8千家一人公司成立，其中大多不能營利，只靠政府補貼度日，成為變相的失業救濟金。很快在2006年廢除補貼制度，對長期失業者改發真正的「第二類失業金（德语：Arbeitslosengeld II）」。
- Hartz II留到今日的是迷你工作（德語：Minijob）的門戶大開：2003年首先將迷你工作的薪資上限從325歐元調高到400歐元，2013年又調高至450歐元。相應的，迷你工作者從2002年的140萬人，躍升到2012年的750萬人，其中大約500萬人是只有迷你工作，剩下的約250萬人則是把迷你工作當兼差。資方因為稅費的節省而愛用迷你工作者，同樣導致正職位置的減少；而迷你工作從事者很少被提拔為正職，想在勞動市場上找正職工作又找不到，只能長期淪落低收入戶；其中又有2/3是女性，更助長了職場的性別差距和貧富差距。[12]
- Hartz III是被公認比較成功的：德國聯邦勞動局（德语：Bundesagentur für Arbeit）的組織改造、效率提升。
- Hartz IV是成是敗則充滿爭議：雖然隨著它的實施，德國開啟了21世紀的「就業奇蹟」，失業者從400萬降到200萬，長期失業者從160萬降到100萬，相應地失業保險金的費率得以從6.5%降到3%，進一步減輕了受僱人和雇主的負擔。然而，因為縮短了剛失業者所領取「第一類失業金」的給付期限，而且大幅調降了長期失業者所領取「第二類失業金」的水準，逼得許多人在一年內必須接受工作，任何工作，即使是低薪、派遣、或Minijob；另一方面，落入「第二類失業金」的人對於聯邦勞動局所核定的補貼金額過低，甚至不能溫飽，而屢起爭訟，迄今德國已擴充聯邦社會法院的法官數一倍，案件量卻越堆越高，2012年底已超過20萬件在排隊等判決。[13]「Hartz IV」措施的成敗尚被各方爭論中，但「Hartz IV」一詞在德國已成為貧窮、降級（社會階級）的代名詞。

德國左派黨（德語：Die Linke）和經濟學家則認為，「Hartz IV」領取者長年維持在400-500萬人間，以及其中有100多萬人八、九年下來脫離不了被救濟的角色，正指出就業問題固然一小部分出自、但絕大部分不在這些失業者的動機不足或能力不足，而是在近發展於德國的經濟規模、產業模式，就是無法提供充足的就業位置。換言之，失業的存在乃生產方式追求效率、降低成本的必然結果，失業者某方面而言是社會變遷的弱者，鄙視或責怪他們懶散，在大部分情況並不公平。高失業人口成為常態的社會，早在近30年前，1986年，德國社會學家Ulrich Beck的名著《風險社會：通往另一個現代的路上》中就已分析過成因。如今的政治或媒體若草率地將社會結構性的失業歸因於失業者個人的不努力，可謂犯了心理學上所稱的「基本歸因錯誤」（英語：Fundamental Attribution Error）。

## 最近發展
- 2013年6月19日，慕尼黑高等社會法院宣判（Bayern LSG, L 16 AS 847/12），Hartz IV不只適用於德國國民，也應該適用於在德國境內尋找工作中而經濟拮据的歐盟公民。「排除歐盟其他國家公民，是違反歐盟法的要求：歐盟公民在歐盟各國得自由通行，並受與本國國民相同之待遇」。不過本案由德國政府上訴中，仍有可能改判。